# Iadi
In astronomia, le Iadi (pronuncia [ˈiː.adi]) sono un celebre e brillante ammasso aperto visibile nella costellazione del Toro. Di fatto, rappresentano la testa dell'animale indicato dalla costellazione. Si tratta dell'ammasso aperto più vicino a noi.

## Osservazione amatoriale

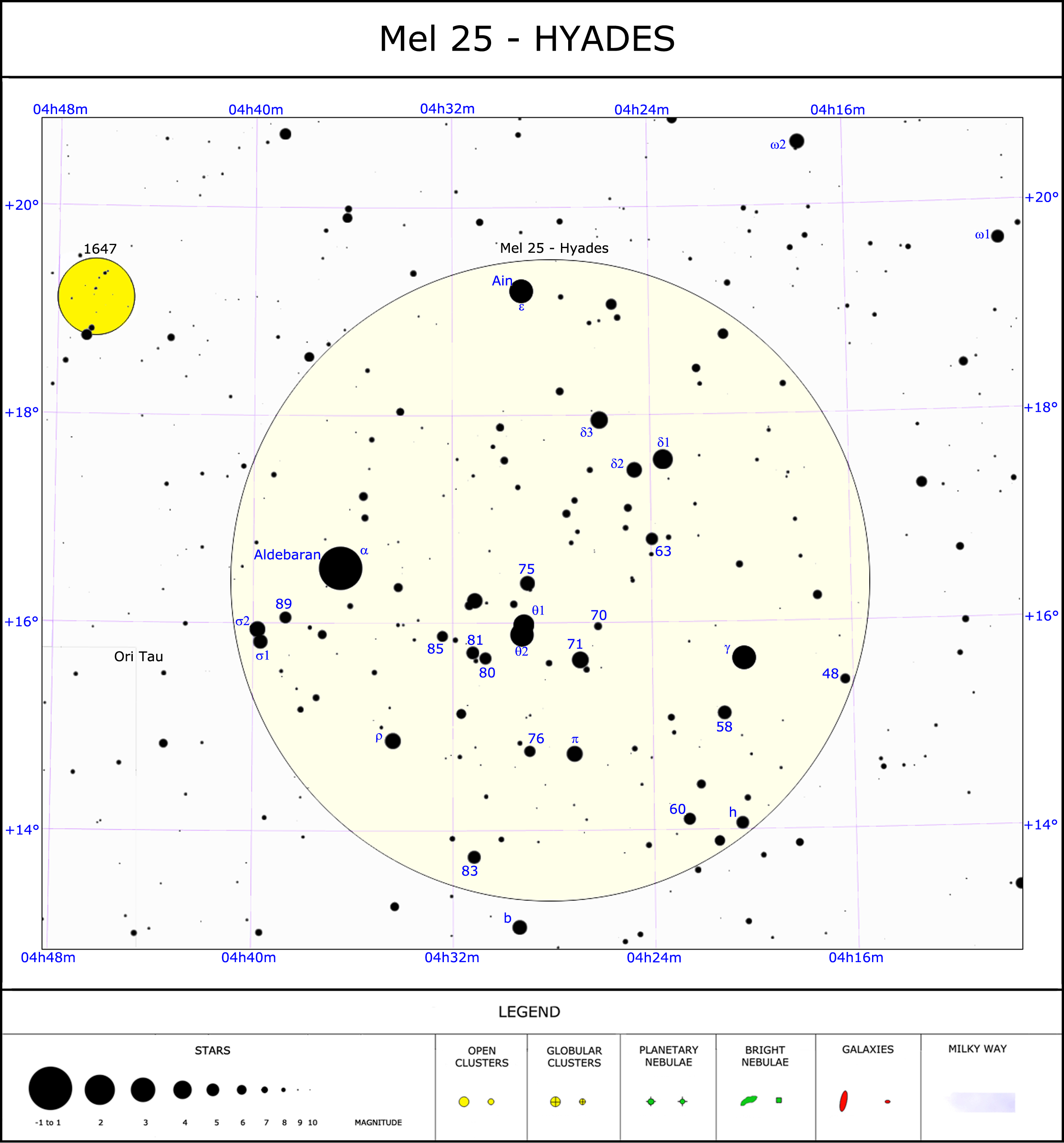
Mappa stellare delle Iadi, osservate da Sud.

Il gruppo delle Iadi si distingue con grande facilità anche a occhio nudo: nel cielo dell'inverno boreale si presenta molto alto sopra l'orizzonte e appare come un grande addensamento di stelle disposte a formare una sorta di grande "V"; la sua stella apparentemente più luminosa è la gigante rosso-arancio Aldebaran, in realtà l'unica fra le stelle visibili in questa direzione a non appartenere fisicamente all'ammasso, in quanto più vicina a noi. Lo strumento più indicato in assoluto per la sua osservazione è il binocolo, che consente di risolvere completamente l'ammasso, rivelandone tutte le sue componenti, nonché di comprenderlo interamente nella visuale; uno strumento più grande infatti riuscirà a mostrarne soltanto una parte per volta, essendo quello delle Iadi un ammasso molto esteso.

## Storia delle osservazioni
Il gruppo delle Iadi è noto fin dalle epoche più remote; il suo nome attuale risale però all'epoca dell'Antica Grecia, quando, attorno al 1000 a.C., fu menzionato in alcuni testi. Secondo la mitologia greca, le Iadi erano le ninfe figlie di Atlante, il titano condannato a trasportare il globo terrestre sulle sue spalle per l'eternità, ed Etra; dall'unione fra Atlante e Pleione erano nate le ninfe Pleiadi, pertanto i due gruppi di ninfe erano sorellastre, avendo il padre in comune. Non a caso dunque, i Greci chiamarono con questi due nomi due ammassi di stelle posti a breve distanza l'uno dall'altro.
In epoca romana, le Iadi erano invece note come Sidus Hyantis, le apportatrici di pioggia. In epoca contemporanea, il loro sorgere nelle ore serali e il loro progressivo avanzamento in cielo indica, nell'emisfero boreale, l'arrivo della fredda stagione invernale; il loro levare è anticipato dalle Pleiadi. Nell'emisfero australe, invece, il levarsi delle Iadi coincide con l'arrivo dei grandi caldi estivi, e rimangono visibili, in direzione nord, fino alla fine dell'estate australe.

## Caratteristiche

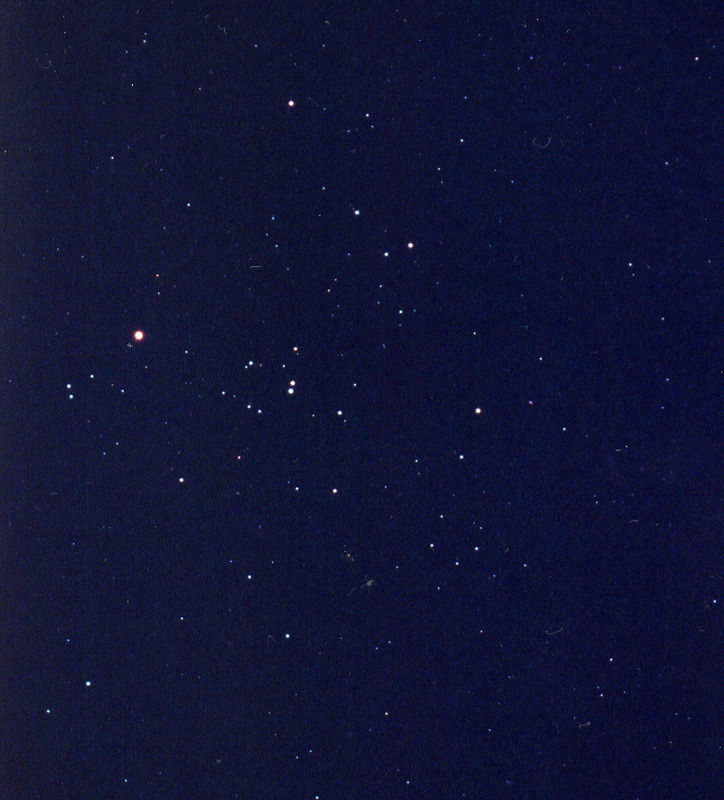
L'ammasso delle Iadi come appare visto attraverso un piccolo binocolo.

L'ammasso delle Iadi è il più vicino alla Terra; ciò giustifica la sua grande visibilità e il suo aspetto meno concentrato rispetto agli altri ammassi aperti; il suo centro si trova infatti ad appena 151 anni luce da noi. La stella più luminosa nella direzione dell'ammasso è Aldebaran, che però non ne fa parte (si trova a circa metà strada tra noi e l'ammasso); senza contare Aldebaran, ci sono circa 300 stelle che sono membri accertati o probabili dell'ammasso. La maggior parte di queste non sono visibili a occhio nudo, ma si mostrano bene anche in un piccolo binocolo.
Le quattro stelle più brillanti delle Iadi sono tutte giganti rosse che hanno iniziato la loro vita come massicce stelle di classe A e sono poi evolute al di fuori della sequenza principale; si trovano tutte a pochi anni luce l'una dall'altra. I loro nomi secondo la nomenclatura di Bayer sono γ Tauri, δ1 Tauri, ε Tauri e θ2 Tauri.
Le stelle delle Iadi sono associate tra di loro, nel senso che si stanno muovendo approssimativamente nella stessa direzione e alla stessa velocità all'interno della Via Lattea; apparentemente si stanno muovendo a una velocità di circa 46 km/s verso un punto situato alcuni gradi a est della brillante stella Betelgeuse. Ripercorrendo all'indietro il loro movimento, si scopre che le Iadi si trovavano molto più vicine al Sole in un periodo stimato intorno agli 1,1 milioni di anni fa, e che le componenti dell'ammasso si trovavano tutte all'incirca in un singolo punto 600 milioni di anni fa, un risultato spiegato dalla teoria, comune per un ammasso aperto, che si siano formate dalla stessa nebulosa. Questo moto comune fu dimostrato solo nel 1908 dall'astronomo Lewis Boss. Le stelle del Presepe, un altro ammasso aperto nelle vicinanze, potrebbero anch'esse essere legate all'ammasso delle Iadi.

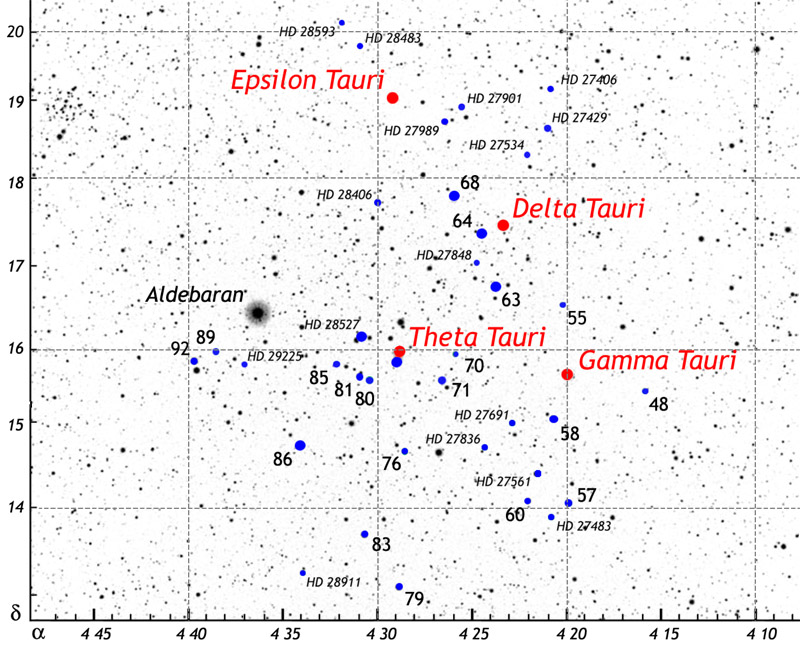
Nel diagramma sono evidenziate le stelle più brillanti dell'ammasso: in rosso, le giganti rosse, in blu le stelle delle altre classi.

Gran parte delle stelle delle Iadi presentano un alto tasso di metallicità e un colore tendente al giallo o all'arancione, colori tipici delle stelle di classe spettrale G o K, indice dell'età relativamente avanzata dell'ammasso, la quale è appunto stimata sui 625 milioni di anni. Al gruppo sarebbe associata anche la stella ι Horologii, posta apparentemente a grande distanza dalle Iadi poiché molto più vicina a noi. Le Iadi sono oggetto di studio anche per individuare eventuali pianeti extrasolari, a causa della metallicità delle sue stelle.
In dicembre 2017, nell'ammasso intorno alla stella EPIC 247589423 è stato scoperto un sistema planetario costituito da tre pianeti.
Uno studio pubblicato nel 2023 ipotizza che all'interno della zona centrale dell'ammasso delle Iadi ci potrebbero essere due o tre buchi neri. Gli autori hanno elaborato delle simulazioni e li hanno confrontati con i dati di Gaia, il satellite dell'Agenzia spaziale europea (ESA) che ha mappato la posizione e il moto di oltre un miliardo di stelle nella nostra galassia. I risultati mostrano che i moti delle stelle osservati sono meglio spiegate dai modelli se vi si include in essi la presenza di 2 o 3 buchi neri.

### Articoli scientifici
- (EN) M. A. C. Perryman et al., The Hyades: distance, structure, dynamics, and age, in Astronomy and Astrophysics, vol. 331, 1998,  pp. 81-120, Bibcode:1998A%26A...331...81P, DOI:10.48550/arXiv.astro-ph/9707253.

### Libri
- (EN) Stephen James O'Meara, Deep Sky Companions: The Caldwell Objects, Cambridge University Press, 2003, ISBN 0-521-55332-6.

### Carte celesti
- Toshimi Taki, Taki's 8.5 Magnitude Star Atlas, su geocities.jp, 2005. URL consultato il 7 novembre 2010 (archiviato dall'url originale il 5 novembre 2018). - Atlante celeste liberamente scaricabile in formato PDF.
- Tirion, Rappaport, Lovi, Uranometria 2000.0 - Volume I - The Northern Hemisphere to -6°, Richmond, Virginia, USA, Willmann-Bell, inc., 1987, ISBN 0-943396-14-X.
- Tirion, Sinnott, Sky Atlas 2000.0 - Second Edition, Cambridge, USA, Cambridge University Press, 1998, ISBN 0-933346-90-5.
- Tirion, The Cambridge Star Atlas 2000.0, 3ª ed., Cambridge, USA, Cambridge University Press, 2001, ISBN 0-521-80084-6.